# Книги дихання

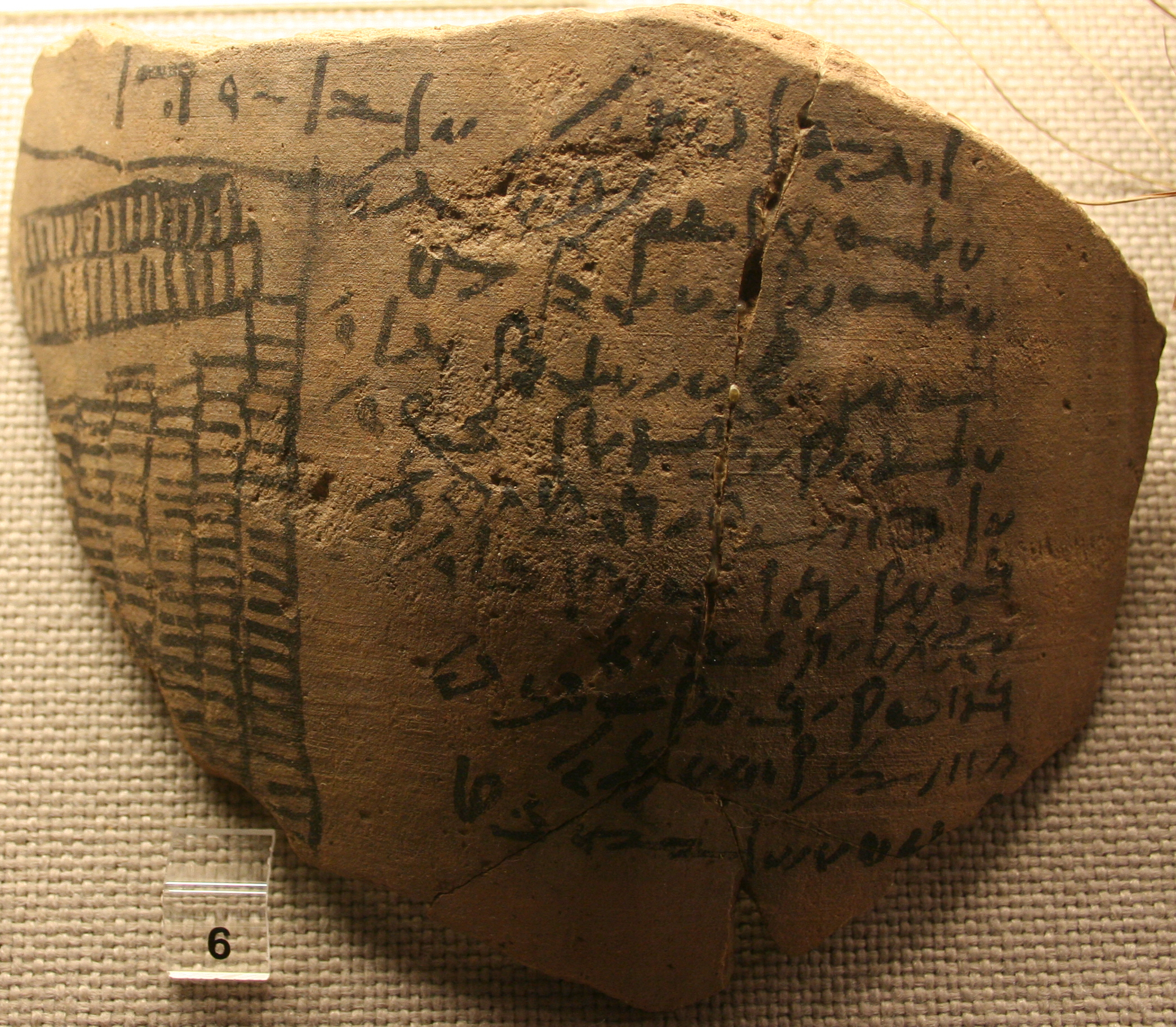
Остракон з демотичним написом зробленим в період Птолемеїв

Книги дихання — найбільший збірник релігійних заупокійних текстів, що виник у фіванському Пізньому періоді (XXVI династія) і проіснував аж до Римського періоду.
На сьогодні відомі дві книги дихання: «Книга дихання», авторство якої належить Ісіді, яка написала її для свого брата Осіріса і сучасніша «Друга книга дихання», що її написав Тот. Обидві книги були написані ієратичним і демотичним письмом на папірусах (як на папірусі Керашера, написаному в кінці періоду Птолемеїв). Крім папірусів були знайдені й остракони із записаними на них письменами.
Уривки з Книг дихання зачитували на похоронах або похоронних церемоніях поклоніння, щоб направляти й захищати померлих у загробному житті. Емоційна вимова слів робила заклинання більш ефективним і одночасно зміцнювала віру людей у вчення про воскресіння, яке з'явилося в далекому минулому. За віруваннями єгиптян, померлий використовував священні формули, щоб навчитися дихати в потойбічному світі. Деякі ритуальні формули були запозичені з інших більш давніх текстів, таких як Книга мертвих і таких ритуальних обрядів як церемонія розверзіння вуст.

## Книга дихання
Цю книгу назвали саме так, бо вона починається з наступних слів: «Спочатку, Книга дихання направлена до Осіріса, брата Ісіди, щоб оживити його душу, щоб освітити і омолодити його тіло …»
Також в книзі присутні такі слова: «Твоя неповторність є постійною, твоє тіло міцне, твоя мумія росте …»
У книги була також назва «Дозволене дихання».

## Друга книга дихання
Також відома як «Хай процвітає моє ім'я», у книзі містилися гімни, в яких померлий бажав, щоб його ім'я стало відомим у номі або в місті, в якому він жив.
Гімни та ритуали, які подорожній вимовляв у потойбічному світі, були свого роду керівництвом, спрямованим на воскресіння померлого за сприяння богині Нут.